# Problepsis frosti
Problepsis frosti là một loài bướm đêm trong họ Geometridae.